# South African Astronomical Observatory

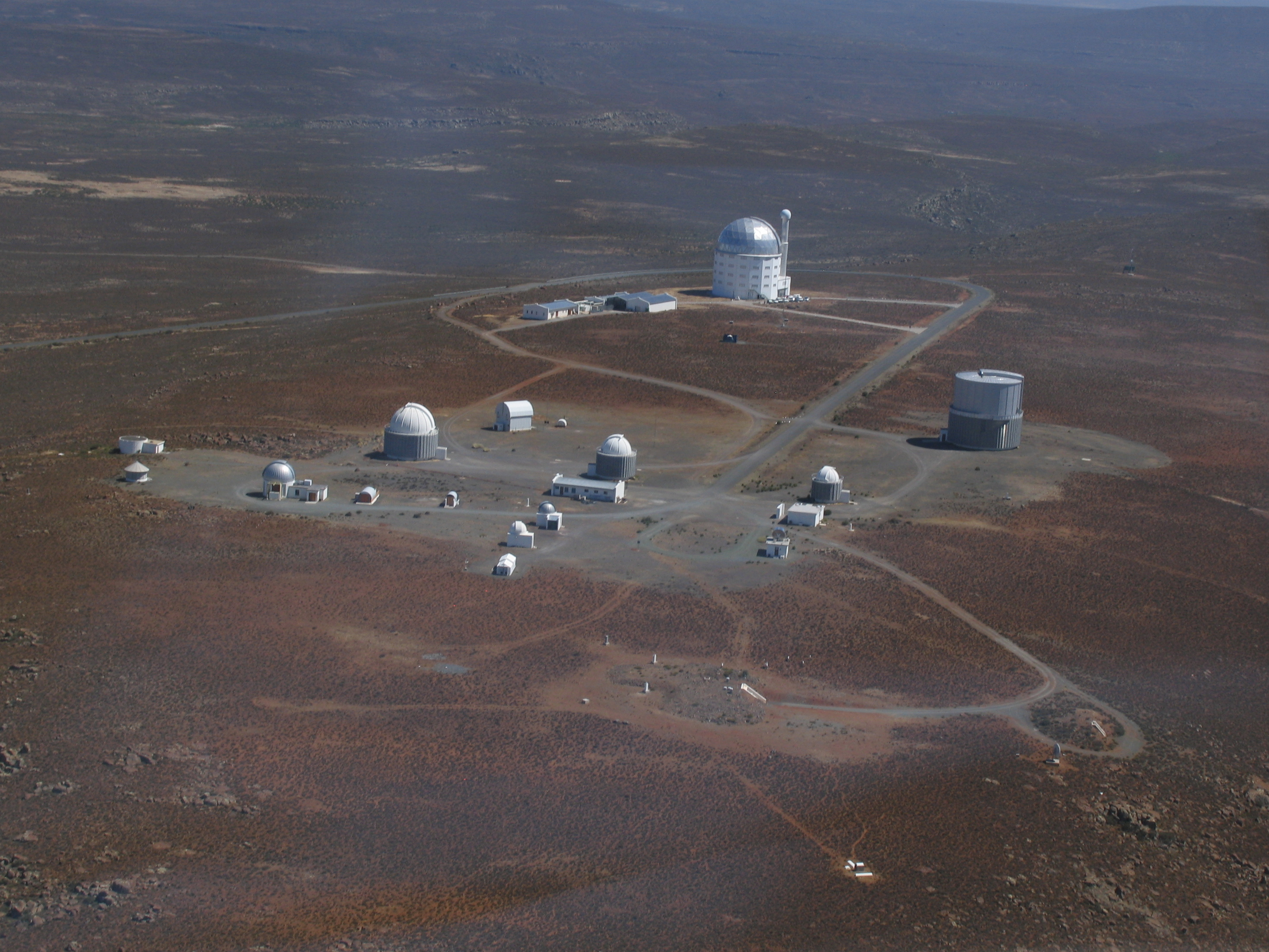
Luftbild der Anlage

Das South African Astronomical Observatory (SAAO) ist ein Zentrum für optische und infrarotgestützte Astronomie in Südafrika. Es ist eine Einrichtung der National Research Foundation.
Der SAAO-Hauptsitz befindet sich im Randbereich der Sternwarte in Kapstadt, Stadtteil Observatory. Die Hauptteleskope, die für Forschungszwecke verwendet werden, befinden sich bei der Beobachtungsstation der SAAO bei Sutherland rund 370 km oder vier Autostunden von der Stadt entfernt.

## Geschichte
Das SAAO wurde im Januar 1972 vom Council for Scientific and Industrial Research in Südafrika und dem
Science and Engineering Research Council aus Großbritannien gemeinsam gegründet. Es kombinierte die Einrichtungen des „Royal Observatory“ (1820) und des „Republic Observatory“ (1903) in Johannesburg und bildete so einen großen Standort mit verbesserten Möglichkeiten.

## Instrumente

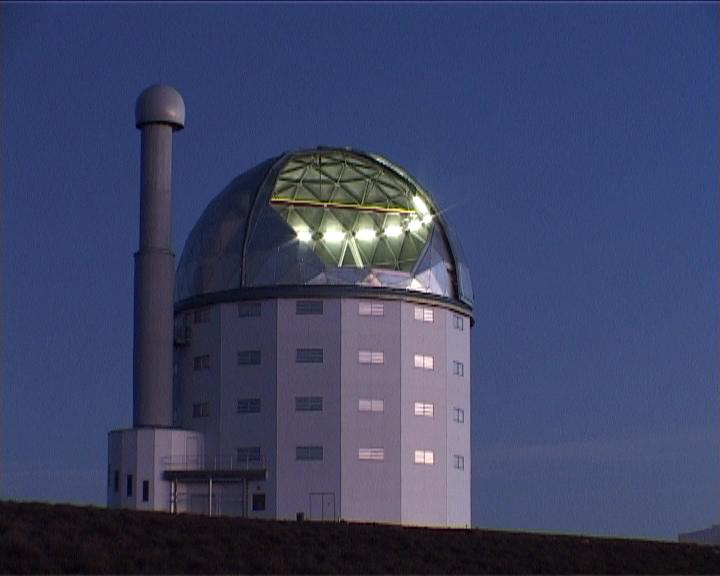
Das Kuppelgebäude des SALT

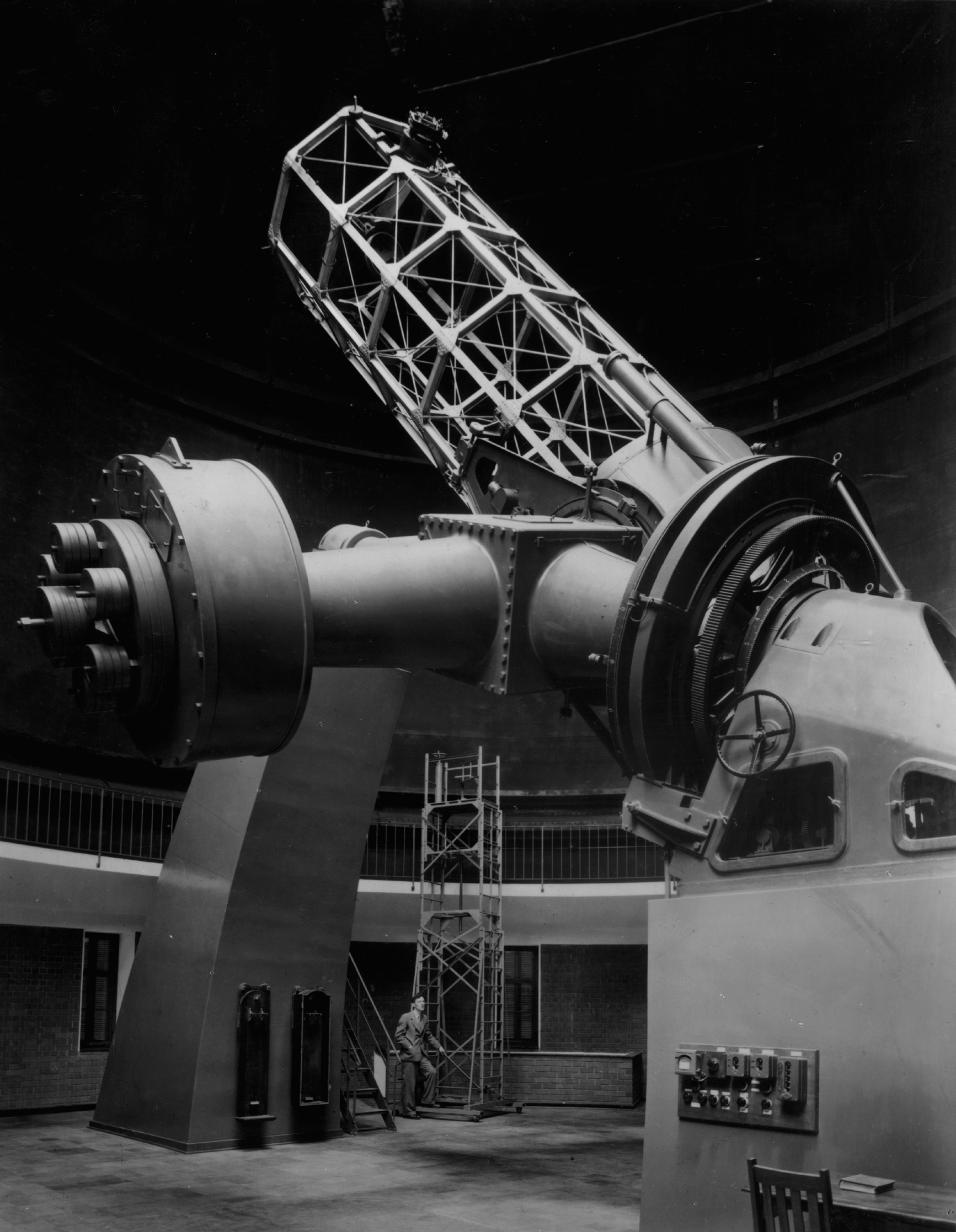
Das 74 Zoll Radcliffe Telescope

- Southern African Large Telescope (SALT)
- Radcliffe Telescope
- Teleskop des KMTNet
- Elizabeth Telescope
- Alan Cousins Telescope
- SuperWASP
- MONET
- ATLAS[1]